# Mihimagic
『mihimagic』（ミヒマジック）は、mihimaru GTの3枚目のアルバム。2006年9月13日リリース。発売元は、ユニバーサルミュージック。

## 解説
- 本作は、前作『mihimalife』から9か月余りの間隔でのリリースとなる。
- 「気分上々↑↑」や、「いつまでも響くこのmelody／マジカルスピーカー」などのヒット作が複数収録される。アルバムタイトルは母音「アイ(ッ)ウ」を含む語として"magic"が選ばれた。
- 初回限定盤には、上記シングル曲のミュージック・ビデオや、そのメイキング映像を収録したSPECIAL DVDが付属された。

## 収録曲
1. いつまでも響くこのmelody
  - 作詞：hiroko、mitsuyuki miyake、Joseph Garland / 作曲: mitsuyuki miyake、Joseph Garland

11thシングル「いつまでも響くこのmelody／マジカルスピーカー」収録曲。テレビ東京系ドラマ24「怨み屋本舗」OP主題歌。
2. 気分上々↑↑
  - 作詞：hiroko、mitsuyuki miyake / 作曲：mitsuyuki miyake、Shifo、Genki Hibino

9thシングル。(株)ダリヤパルティ CMソング。music.jp TV-CFソング。テレビ東京系「スキバラ」5月度エンディングテーマ。
3. Drum-Line
  - 作詞: hiroko、mitsuyuki miyake、HIROTO SUZUKI / 作曲：mitsuyuki miyake
4. マジカルスピーカー
  - 作詞：hiroko、mitsuyuki miyake / 作曲：mitsuyuki miyake、Shifo、Genki Hibino

11thシングル「いつまでも響くこのmelody／マジカルスピーカー」収録曲。(株)ダリヤパルティ CMソング。music.jp TV-CFソング。
5. Squall
  - 作詞・作曲：mitsuyuki miyake

冒頭の雨の音はmiyakeが録音。
6. WAVES 〜Interlude〜
前半と後半で曲のバランスを考え、一区切りのために波の音を入れている。
インストゥルメンタル。次の「楽園」と波の音が繋がっている。
7. 楽園
  - 作詞：hiroko、mitsuyuki miyake / 作曲：mitsuyuki miyake、Tsutomu Yamazaki

KBC「水と緑のキャンペーン」テーマソング。
8. Hello Pansy!!
  - 作詞：hiroko、mitsuyuki miyake / 作曲：mitsuyuki miyake

10thシングル「ツヨクツヨク」のカップリング曲。
9. ツヨクツヨク
  - 作詞：hiroko、mitsuyuki miyake、Tetsuya Yukumi / 作曲：mitsuyuki miyake、Tetsuya Yukumi

10thシングル。朝日放送・テレビ朝日TVアニメ「ガラスの艦隊」オープニングテーマ。
10. Over Drive 〜feat. SHOGO (175R)〜
  - 作詞：hiroko、mitsuyuki miyake / 作曲：mitsuyuki miyake
11. さよならのうた
  - 作詞：hiroko、mitsuyuki miyake、Hidemi Ino / 作曲：mitsuyuki miyake、Genki Hibino

8thシングル.日本テレビ系「くりぃむしちゅーのたりらリラ〜ン」エンディングテーマ。
12. どーなのよ? 最近 〜feat. 古坂大魔王〜
  - 作曲：HIROTO SUZUKI

大江千里さんとなぜコラボしたか、hirokoはテレビ向きじゃない事についての雑談を収録。
13. 部屋とYシャツと私 session with 大江千里
  - 作詞・作曲：Eri Hiramatsu

平松愛理の「部屋とYシャツと私」のカバー。ちなみにこの楽曲では、ゲストミュージシャンとして大江千里がピアノで参加している（編曲も手がける）。きっかけは大江が司会をしていたTOKYO FM「大江千里のLive Depot」（2006年4月20日放送）にゲスト出演し、中間のセッションタイムで披露したことである。
14. WAVES II 〜Postlude〜
「WAVES 〜Interlude〜」よりも波の音が長い。

### DVD（初回限定盤のみ）
- 気分上々↑↑ (Promotion video)
- いつまでも響くこのmelody (Promotion video)
- いつまでも響くこのmelody -making-
- マジカルスピーカー (Promotion video)
- マジカルスピーカー -making-